# Zvenyhorodka
Zvenyhorodka (ukrainsk: Звенигородка ukrainsk udtale: [zwenɪɦoˈrɔdkɐ]; polsk: Zwinogródka; russisk: Звенигородка) er en by beliggende i Tjerkasy oblast (provins) i det centrale Ukraine ved floden Hnylyj Tikytj. Byen er det administrative centrum for Zvenyhorodka rajon (distrikt). Den er hjemsted for administrationen af Zvenyhorodka urban hromada, en af Ukraines hromadaer. 
Byen har 17.078 (2018) indbyggere.

## Historie
Zvenyhorodka har sin oprindelse i Kievrigets tid, og den første omtale af byen stammer fra 1394, selv om dens egentlige oprindelse sandsynligvis er ældre, da byen tidligere blev ødelagt under Mongolernes invasion af Rus'. Ifølge den moderne legende lå den oprindelige by 3 km længere væk fra sin nuværende placering og omkransede et kegleformet bjerg.
I 1504 blev Zvenyhorodka en del af Storhertugdømmet Litauen, efter at det var blevet afstået af Meñli I Giray. Det overgik til Kongeriget Polens krone i 1569 efter erobringen af Højrebreds-Ukraine. Efter denne overtagelse blev befolkningen udsat for betydelig socioøkonomisk undertrykkelse fra det polske aristokrati i form af forskellige skatter. Under 1648-1654 Khmelnytsky-opstanden gjorde bybefolkningen oprør og fordrev den polske adel fra regionen. Zvenyhorodka forblev derefter en del af Korsun-regimentet, en militær-territorial enhed under Hetman-staten, indtil den polske krone genvandt kontrollen over højre ukrainske bredside i 1667 i henhold til Andrusiv-våbenhvilen.
Under polsk styre led befolkningen igen under socioøkonomisk undertrykkelse og blev offer for forskellige nationale og religiøse fjendtligheder. Det katolske præsteskab førte en voldelig kampagne for at polarisere de ukrainske statsborgere, hvilket førte til flere oprør i det 18. århundrede. Haydamakys styrker var aktive i området, ledet af Kosakkerne Gnat Goly, og de stormede to gange det lokale slot, i 1737 og derefter i 1743. Efter disse angreb byggede den polske regering befæstninger omkring slottet, herunder nye tårne og kaserner.
Under Koliivshchyna-oprøret i 1768 sluttede mange indbyggere i byen sig til oprørerne i kampen mod bl.a. den katolske kirke og den polske adel på grund af behandlingen af bønderne og deres livegenskab. Oprøret var ikke vellykket, og byen forblev under polsk kontrol. I 1792 tildelte kong Stanisław August Poniatowski Zwinogródka byrettigheder i henhold til Magdeburg-loven, og den blev en kongelig by i Polen. Året efter blev den annekteret af Rusland efter polens anden deling.

### Under det russiske kejserrige
Fra 1798 blev Zvenyhorodka et administrativt center i Ujezd i Kyiv guvernement i Det russiske kejserrige. Den intensive udvikling af handelen som følge af Zvenyhorodkas inddragelse i det russiske marked muliggjorde en hurtig udvikling af industrier, især mejeri og tømmer, samt keramik og håndværk. Byen blev et af mejeriindustriens centre sammen med Tjyhyryn og Bila Tserkva. I 1830'erne oplevede byen en betydelig udvikling, herunder opførelsen af et lokalt hospital, et postkontor, telegrafkommunikation og en bro over floden Hnylyj Tikytj. Undervisningen begyndte på sogneskolen i 1833 med lidt over 20 elever, der blev undervist, og størstedelen af befolkningen var analfabeter på det tidspunkt.

## Galleri
- Monument for Taras Sjevtjenko i Zvenyhorodka
- Ahatanhel Krymsky Museum i Zvenyhorodka
- Natur in Zvenyhorodka